# Långtjärnen (Silbodals socken, Värmland, 660510-129797)
Långtjärnen är en sjö i Årjängs kommun i Värmland och ingår i Göta älvs huvudavrinningsområde. Sjön är 13 meter djup, har en yta på 0,07 kvadratkilometer och befinner sig 166 meter över havet.